# Țăndărei
Țăndărei é uma cidade da Romênia com 14.591 habitantes, localizada no judeţ (distrito) de Ialomița.